# Кајл Хајнс
Кајл Хајнс (енгл. Kyle Hines; Сиклервил, Њу Џерзи, 2. септембар 1986) бивши je амерички кошаркаш. Играо је на позицијама центра и крилног центра.

## Каријера
Хајнс је студирао на универзитету Северна Каролина у Гринсбороу од 2004. до 2008. године. Након завршетка колеџ каријере, пријавио се на НБА драфт 2008. али није одабран.
Први тим му је био италијански друголигаш Вероли где је провео две сезоне. Након тога је потписао за немачког евролигаша Брозе Бамберг. Са њима је у сезони 2010/11. освојио национално првенство и куп и био је најкориснији играч финала немачке лиге. Такође је био МВП Ол-стар утакмице немачке лиге. У јулу 2011. је потписао за Олимпијакос. Са клубом из Пиреја је освојио узастопно две Евролиге (2012. и 2013) као и грчко првенство у сезони 2011/12.
У јуну 2013. је потписао уговор са московским ЦСКА. У екипи ЦСКА је провео наредних седам сезона и током тог периода је освојио две Евролиге и шест титула првака ВТБ јунајтед лиге. Од индивидуалних признања је два пута добио награду за најбољег одбрамбеног играча Евролиге а једном је био и најбољи дефанзивац у ВТБ јунајтед лиги. Последње две сезоне је био капитен клуба. Одиграо је укупно 414 утакмица у ЦСКА, постигао је укупно 3227 поена, забележио је 1703 скока и 284 блокаде.
У јуну 2020. је потписао двогодишњи уговор са Олимпијом из Милана.

## Успеси

### Клупски
- Бросе Бамберг:
  - Првенство Немачке (1): 2010/11.
  - Куп Немачке (1): 2011.
- Олимпијакос:
  - Евролига (2): 2011/12, 2012/13.
  - Првенство Грчке (1): 2011/12.
- ЦСКА Москва:
  - Евролига (2): 2015/16, 2018/19.
  - ВТБ јунајтед лига (6): 2013/14, 2014/15, 2015/16, 2016/17, 2017/18, 2018/19.
- Олимпија Милано:
  - Првенство Италије (3): 2021/22, 2022/23, 2023/24.
  - Куп Италије (2): 2021, 2022.
  - Суперкуп Италије (1): 2020.

### Појединачни
- Идеални тим Евролиге — деценија 2010—2020
- Најбољи одбрамбени играч Евролиге (3): 2015/16, 2017/18, 2021/22.
- Најкориснији играч финала Првенства Немачке (1): 2010/11.
- Учесник Ол-стар утакмице Првенства Немачке (1): 2011.
- Најкориснији играч Ол-стар утакмице Првенства Немачке (1): 2011.